# Sarjoun ibn Mansour
Sarjoun ibn Mansour (arabe : سرجون إبن منصور, grec byzantin : Σέργιος ὁ τοῦ Μανσοῦρ) est un fonctionnaire chrétien orthodoxe du Moyen-Orient du début du califat omeyyade. Fils de Mansour ibn Sarjoun, un éminent fonctionnaire byzantin de Damas, il est l'un des favoris des premiers califes omeyyades Mu'awiya Ier et Yazid Ier, et est à la tête de l'administration fiscale de la Syrie du milieu du VIIe siècle jusqu'à l'an 700, lorsque le calife Abd al-Malik ibn Marwan le renvoie dans le cadre de ses efforts pour arabiser et islamiser l'administration du califat.
Il est le père du théologien et Père de l'Église, Jean Damascène, et le père adoptif de Côme de Maïouma.

## Origine
Sarjoun est le fils de Mansour ibn Sarjoun, un chrétien orthodoxe syriaque de Syrie qui occupe aussi des postes administratifs importants à Damas au début du VIIe siècle : nommé fonctionnaire fiscal par l'empereur byzantin Maurice (r. 582-602), il conserve sa position de premier plan dans la ville pendant l'occupation perse de la ville après 613, et même après la reprise byzantine en 630. Selon Eutychius d'Alexandrie, c'est lui qui cède la ville au califat musulman naissant sous Khalid ibn al-Walid en 635.

## Carrière
La propre vie de Sarjoun est connue à partir des hagiographies de son fils et de son fils adoptif, tous les deux saints, ainsi que par de brèves références éparses dans des sources historiques. Selon les historiens musulmans al-Baladhuri et al-Tabari, Sarjoun est un mawla du premier calife omeyyade, Muʿawiya Ier (r. 661-680), lui servant de "secrétaire et responsable de ses affaires".   Les hagiographies, bien que moins fiables, lui attribuent également un rôle dans l'administration, voire comme "souverain" (archonte ou même amir) de Damas et de ses environs, dont il est chargé de percevoir les revenus. À ce titre, il est attesté dans des collections ultérieures de documents tels que celui d'al-Mas'udi.
Les hagiographies insistent sur le fait qu'il jouit d'une grande faveur parmi la famille du calife, de sorte que sa famille n'est pas obligée de se convertir à l'islam, bien qu'ils ne soient pas d'accord sur le fait que Sarjoun baptise son fils ouvertement ou en secret. Certains récits mentionnent même Sarjoun ainsi que le poète chrétien al-Akhtal comme étant des compagnons de jeunesse du fils et successeur de Mu'awiya, Yazīd Ier (r. 680-683). Il possède de grands domaines à travers le Levant et utilise sa richesse pour racheter des prisonniers chrétiens, parmi lesquels le moine Côme, à qui il confie l'enseignement de ses fils.
Le chroniqueur du XIIe siècle Michel le Syrien rapporte (II.492) qu'il aurait persécuté les adeptes de l'Église jacobite à Damas et à Émèse. Une autre source syriaque tardive, la Chronique de 1234, rapporte également qu'il adopte les enseignements de saint Maxime le Confesseur, qui deviennent la doctrine officielle de l'Église orthodoxe au Troisième Concile de Constantinople en 681, et les promeut avec zèle à Jérusalem, Antioche et Édesse. Il est cependant difficile de discerner si ces activités lui sont correctement attribuées, ou le résultat d'une confusion avec son fils, Jean de Damas.
Le chroniqueur byzantin Théophane le Confesseur mentionne Sarjoun pour l'année 691/92 comme étant ministre des Finances du calife Abd al-Malik ibn Marwan (r. 685-705), lui donnant le titre byzantin équivalent de genikos logothetes. Selon le récit de Théophane, Abd al-Malik cherche à réparer la Kaaba à La Mecque, qui est endommagée au cours de la récente Deuxième Fitna (guerre civile musulmane), et à cette fin à l'intention de retirer certaines colonnes d'un sanctuaire chrétien à Gethsémané. Sarjoun, avec un autre chrétien de premier plan, Patrice de Palestine, réussit à empêcher cela en adressant une pétition à l'empereur byzantin, Justinien II (r. 685-695) pour offrir d'autres colonnes à la place.
Il apparaît ainsi que Sarjoun reste chargé de l'administration fiscale de la Syrie sous cinq califes différents - Muʿawiya Ier, Yazid Ier, Muʿawiya II, Marwān Ier et Abd al-Malik - et pendant une période de près d'un demi-siècle : son mandat a peut-être commencé dès 650/51, et semble avoir pris fin lorsque Abd al-Malik a décidé d'arabiser et d'islamiser la bureaucratie en 700, nommant Sulayman ibn Sa'd al-Khushani comme son remplaçant.

## Source
- (en) Cet article est partiellement ou en totalité issu de l’article de Wikipédia en anglais intitulé « Sarjun ibn Mansur » (voir la liste des auteurs).